# Drago Matko
Drago Matko, slovenski elektroinženir in univerzitetni profesor, * 8. julij 1947, Trbovlje.

## Življenje in delo
Osnovno šolo je obiskoval v Radečah in šolanje nadaljeval na gimnaziji v Celju. Na Fakulteti za elektrotehniko v Ljubljani je leta 1971 diplomiral. Zaposlen je bil v laboratoriju za analogno-hibridno računanje in avtomatsko regulacijo. Leta 1976 je doktoriral s temo Adaptivno vodenje dinamičnih procesov z računalniki. Na Fakulteti za elektrotehniko je bil izvoljen za asistenta, pozneje za docenta. Njegovo področje so bili diskretni regulacijski sistemi in računalniško vodenje procesov. Kot štipendist Humboldtovega sklada se je izpopolnjeval na Institutu za regulacijsko tehniko v Darmstadtu. Sodeloval je v Zvezi astronavtičnih in raketnih organizacij Slovenije in komiteju za aktivnost mladine v vesolju v Parizu. 

## Nagrade in priznanja
- nagrada Prešernovega sklada za študente za Parametrsko adiptivni sistemi in njih simulacija (1972)
- nagrada dr. Vratislava Bedjaniča za magistrsko nalogo: Analiza, sinteza in simulacija modelno referenčnih adaptivnih sistemov (1973)
- nagrada Sklada Borisa Kidriča za raziskave na področju računalniško podprtega načrtovanja sistemov vodenja (1988)
- nagrada Ministrstva za znanost in tehnologijo (1989)
- Vidmarjeva nagrada Fakultete za elektrotehniko za pedagoško delo (2000)
- Zoisova nagrada za znanstvene dosežke (2003)

1. ↑  WorldCat Entities — OCLC, Inc., 2022.